# Xã South Abington, Quận Lackawanna, Pennsylvania
Xã South Abington (tiếng Anh: South Abington Township) là một xã thuộc quận Lackawanna, tiểu bang Pennsylvania, Hoa Kỳ. Năm 2010, dân số của xã này là 9.073 người.